# Talaia d'Artrutx
La Talaia d'Artrutx, o de sa Marjal, és una torre de guaita situada al cim d'un promontori entre la cala Es Talaier i la cala en Turqueta, a 62 metres sobre el nivell del mar, i a 350 m del mar, al municipi de Ciutadella, a l'illa de Menorca.
La torre va ser construïda pels espanyols el segle XVII, tot i que hi ha notícies d'una estructura anterior el 1550. De forma cilíndrica, amb la base lleugerament inclinada, construïda amb pedra i morter, amb arrebossat de calç i arena.
El 1960 el Ministeri d'Hisenda la va vendre als amos de la finca Sa Marjal Vella, que el 2021 van rebre una subvenció del Consell Insular de Menorca per a la seva restauració.